# Есторф
Есторф (нім. Estorf) — громада в Німеччині, розташована в землі Нижня Саксонія. Входить до складу району Нінбург. Складова частина об'єднання громад Міттельвезер.
Площа — 19,78 км2. Населення становить 1701 ос. (станом на 31 грудня 2021).